# Gustav Carstens
Gustav Carstens (* 16. August 1913; † 9. Oktober 1973 in Kiel), Spitzname „Guschi“, war ein deutscher Fußballspieler.

## Karriere
Er trat als Linksaußen beim Hamburger SV und als Gastspieler beim Dresdner SC, danach beim LSV Berlin an. Carstens stand mit dem HSV zwischen 1937 und 1939 dreimal hintereinander zusammen mit Erwin Seeler und Richard Dörfel im Halbfinale der deutschen Fußballmeisterschaften. 1938 stand Carstens in der norddeutschen Auswahlmannschaft und gehörte auch am 6. März in Erfurt der erfolgreichen Nordmark-Elf an, die das Finale gegen Südwest mit 3:1 Toren gewinnen konnte. Der Angriff des Reichsbundpokalsiegers setzte sich aus Wilhelm Ahlers, Herbert Panse, Werner Höffmann, Rudolf Noack und Gustav Carstens zusammen.
Während des Zweiten Weltkriegs spielte er neben dem späteren Bundestrainer Helmut Schön, Richard Hofmann und Willibald Kreß in Dresden und feierte dort seine größten Erfolge. 1940 errang er mit dem DSC den Tschammerpokal, ein Jahr später wiederholte er den Erfolg mit der gleichen Mannschaft. Beim 2:1 über den FC Schalke 04 erzielte er mit dem Treffer in der 88. Minute das Siegtor. Am 7. September 1941 gewann er zum zweiten Mal den Reichsbundpokal, jetzt mit Sachsen mit dem 2:0-Sieg gegen Bayern. Heiner Kugler, Heiner Schaffer, Ernst Willimowski, Helmut Schön und Carstens bildeten dabei den Angriff.
Insgesamt wird er mit 115 Spielen (69 Tore) von 1936 bis 1942 beim Hamburger SV geführt, darunter 29 Einsätze in den Endrunden um die deutsche Meisterschaft, wo er 19 Tore für die „Rothosen“ erzielte.
Nach dem Ende des Zweiten Weltkriegs, in dem ihn eine Kriegsverletzung zum Karriereende zwang, verschlug es Carstens über Hamburg und Rendsburg nach Kiel. Dort trainierte er unter anderem den VfB Kiel, VfB Bordesholm, NDTSV Holsatia Kiel und den FC Kilia Kiel. Gelegentlich spielte er noch in der Reserve- und Traditionsmannschaft des HSV.